# Гойское сельское поселение
Гойское се́льское поселе́ние — муниципальное образование в Урус-Мартановском районе Чечни Российской Федерации.
Административный центр — село Гойское.

## История
Статус и границы сельского поселения установлены Законом Чеченской Республики от 14 июля 2008 года № 45-РЗ «Об образовании муниципального образования Урус-Мартановский район и муниципальных образований, входящих в его состав, установлении их границ и наделении их соответствующим статусом муниципального района, городского и сельского поселения».

## Население
| 2010  | 2012  | 2013  | 2014  | 2015  | 2016  | 2017  |
| ----- | ----- | ----- | ----- | ----- | ----- | ----- |
| 2278  | ↗2357 | ↗2424 | ↗2459 | ↗2511 | ↗2549 | ↗2568 |
| 2018  | 2019  | 2020  | 2021  | 2023  | 2024  |       |
| ↗2617 | ↗2662 | ↗2678 | ↗3506 | ↗3574 | ↗3618 |       |

## Состав сельского поселения
| № | Населённый пункт | Тип населённого пункта       | Население |
| - | ---------------- | ---------------------------- | --------- |
| 1 | Гойское          | село, административный центр | ↘1943     |
| 2 | Мичурина         | посёлок                      | ↗335      |